# Mohammed VI-moskee (Turijn)
De Mohammed VI-moskee is een moskee in de Italiaanse stad Turijn.

## Bouw
Ze is één van de vijftien moskeeën verspreid over de Turijn, maar de enige die alle noodzakelijke kenmerken vertoont, en daarom de enige die een officiële en erkende moskee vertegenwoordigt.
Na jaren van discussie waarbij het erop leek dat de moskee aan de via Urbino gebouwd moest worden, viel de keuze uiteindelijk op via Genova 268, in het pand van een voormalige bioscoop. De interne oppervlakte bedraagt 1100 m², waarvan 800 m² bestemd is voor de gebedsruimte en 300 m² voor de vrouwen. Het project werd toevertrouwd aan de architect Demetrio Foti.
De bouw van de moskee, gepromoot door de islamitische autoriteiten van Turijn (Abdelghani El Rhalmi en Mohamed El Yandouzi), begon in 2010 en eindigde in 2013. Op 6 juli 2013 werd het gebouw ingehuldigd in aanwezigheid van verschillende autoriteiten.
De Al-Waqf Foundation van de Italiaanse Islamitische Confederatie heeft vervolgens aanzienlijk bijgedragen aan het afbetalen van de schulden en het in moslimeigendom maken van het islamitische centrum. De decoraties en het grootste deel van het interieurmeubilair zijn het resultaat van donaties van de moslims uit Turijn. De gebedsplaats binnen heeft een uitstekende natuurlijke verlichting, terwijl de recirculatie en ontvochtiging van de lucht worden bevorderd door het airconditioningsysteem.